# 罗伯托·塞韦罗
比圖（Beto，全名：Roberto Luís Gaspar de Deus Severo, OIH，1976年5月3日—），葡萄牙足球運動員，擔任後衛，現時效力西甲球會維爾瓦。

## 榮譽
- 葡萄牙聯賽：2000年、2002年
- 葡萄牙盃：2002年
- 葡萄牙超級盃：2000年、2002年

## 腳注
1. ↑  他的姓氏是Deus-Severo，前者從母親而來，後者從父親而來。

## 外部連結
- zerozero.pt球員數據和檔案